# Madonna col Bambino e san Giovannino (Morando)
Madonna col Bambino e san Giovannino (detta anche Madonna del cardellino) è un dipinto del pittore veronese Paolo Morando (noto anche come il Cavazzola), realizzato con la tecnica della pittura a olio su tela, conservato nel Museo di Castelvecchio a Verona.
L'opera appartenne al collezionista Cesare Bernasconi, che la lasciò in eredità alla Pinacoteca Civica, istituita nel 1857. Bernasconi dimostrò di avere una grande considerazione di Paolo Morando tanto da ritenerlo il più importante pittore del Rinascimento.
Sebbene non sia mai stato confermato con certezza, è sempre stato evidente che il dipinto risalga a una delle ultime opere dell'autore. La composizione presenta una struttura attentamente studiata, caratterizzata da uno schema a chiasmo, in cui la figura della Madonna è raffigurata avvitata su se stessa, conferendo alla scena un movimento sinuoso. Si può riconoscere un evidente richiamo ai modelli raffaelleschi, in particolare alla Carità dipinta a monocromo da Raffaello per la predella della Pala Baglioni. L'opera è firmata con l'iscrizione: "PAVLVS MORANDVS V(ER) P.".